# Schat (oppervlaktemaat)
De schat is een oud-Nederlandse oppervlaktemaat die werd gebruikt in Noord-Drenthe.
Eén schat komt overeen met 625 m². 
Daarnaast komt er het mud en het mudde gezaai voor. Het Noord-Drentse mud is 2500 m² en het Drentse mudde gezaai is 4 schepel gezaai en is 3332 m².